# 静岡電灯
静岡電灯株式会社（旧字体：靜岡電燈株式會社󠄁、しずおかでんとうかぶしきがいしゃ）は、明治後期の静岡県静岡市に存在した電力会社である。1897年（明治30年）に静岡市内最初の電気事業者として開業し、1911年（明治44年）に事業が市営化されるまで市内と一部郊外地域で電灯供給にあたった。

## 設立と開業
1889年（明治22年）12月、日本国内で5番目、中部地方に限ると初めてとなる電気事業（電灯供給事業）が愛知県名古屋市に開業した。事業者名は名古屋電灯という。翌年神奈川県横浜市に横浜共同電灯が開業して六大都市すべてに電気事業が出揃うと、以後、六大都市以外の各都市でも電気事業の起業が相次いだ。
静岡県における電気事業起業の動きは早く、名古屋電灯開業を目前に控えた1889年8月、静岡市において「静岡電灯株式会社」の起業手続きが着手された。東京で機械商高田商会を営む高田慎蔵に静岡市内の有力者を加えた計7名が発起人で、1890年（明治23年）5月の開業を予定していたが、会社設立にも至らずその後立ち消えとなった。3年後の1893年（明治26年）、今度は県西部の浜松市において水力発電による電気事業起業の試みが始まる。水力発電の実用化には至らなかったが、1895年（明治28年）10月になり浜松電灯として火力発電を電源に漕ぎつけた。同月、県東部の熱海でも個人経営の水力発電事業（翌年から熱海電灯として営業）が開業しており、浜松電灯・熱海電灯所の2つが静岡県で最初の電気事業である。
浜松・熱海での開業の前年にあたる1894年（明治27年）1月、先の計画における発起人の一人で醤油醸造業を営む磯野新蔵が中心となって改めて静岡電灯の起業手続きが再開され、静岡市会に対して電柱設置のための道路使用の許可出願がなされた。同年7月には磯ヶ谷利光によって同様の出願もなされるが、翌1895年2月5日、市会は磯野・磯ヶ谷両名の出願を許可する。その後会社設立までに2つの事業計画は合同され、1895年12月26日、野崎彦左衛門（静岡銀行頭取、1889年時点での発起人の一人）ほか36名を発起人とした電灯営業の出願がなされた。1896年（明治29年）2月17日付で電灯営業が静岡県知事より許可され、5月11日、静岡米穀取引所にて静岡電灯株式会社の創業総会開催に至る。22日農商務省への設立免許申請、7月24日付で設立免許と手続きが進められて8月30日付で設立登記が完了した。設立時の資本金は5万円で、会社所在地は静岡市下魚町62番地。当初の取締役は磯野新蔵（専務取締役）・磯ヶ谷利光ほか3名であった。
静岡電灯の電源である火力発電所は、当時の静岡市街地の南端にあたる下魚町の寺院宝台院に建設された。同地は家屋密集地から若干離れ、地盤堅固かつ湧水豊富な土地であり発電所建設の適地であったという。発電設備はイギリスから水管式ボイラー1台、アメリカから蒸気機関1台と出力75キロワットの交流発電機1台を輸入して据え付けた。発電所は1897年（明治30年）1月15日に竣工。翌16日には市街地の呉服町に設けた外灯の試験点灯を実施した。2月18日、発電所・配電線・電灯など設備の使用認可が下りる。逓信省の資料では、事業開始は3日後の21日付とある。浜松・熱海に続く静岡県内3番目の電気事業であった。開業後の3月3日、市内の料亭「浮月楼」において星野鉄太郎静岡市長や市会議員、株主など200名を招いた開業式が挙行されている。

## 緩やかな事業拡大
開業直前の雑誌記事によると、静岡電灯の主要な需要家には兵営や郵便局・電信局があったという。開業翌年の1898年（明治31年）4月に電灯料金を値上げしたため一時200灯ほどの供給減を引き起こすが、やがて75キロワットの発電力（16燭灯換算1500灯相当）を消化し尽くす。そこで1899年（明治32年）11月に最初の発電所増設を決定し、90キロワットの交流発電機1台などからなる増設設備を翌1900年（明治33年）9月に完成させた。設立以来堅実経営の方針を貫き、役員・従業者は最低限の人数で回し、株主配当を抑制して内部留保を積み増し続けてきていたため、この増設は増資や株金の追加払込なしで達成している。
増設工事中の1900年3月、これまで静岡市内に限られていた供給区域の拡張許可を得て、市域の北隣にあたる安倍郡安東村を供給区域に編入した。供給区域拡大はその後も徐々に拡大されており、1905年（明治38年）5月西側の南賤機村が、1908年（明治41年）10月には南側の大里村と東側の豊田村大字南安東がそれぞれ追加された。また1905年9月には2度目の発電所によって出力150キロワットの交流発電機が完成し、発電力は計315キロワットに引き上げられた。逓信省の資料によると、1910年（明治43年）段階の発電所設備は水管式ボイラー・蒸気機関各3台と出力75・90・150キロワットの単相交流発電機各1台からなる。発電機は75キロワット機を除きゼネラル・エレクトリック (GE) 製である。
1910年下半期の会社報告書によると、静岡電灯は同年末時点で静岡市内と安東・大里・豊田の3村（賤機村は含まれず）に計1546戸の需要家を持ち、7738灯の電灯を取り付けていた。ただし静岡市外での供給はごくわずかで、3村分を合計しても需要家数10戸・灯数149灯に過ぎない。当時の「電灯規則」によると、使用電灯は白熱電灯と弧光灯（炭素アーク灯）の2種、料金徴収の種別には月ごとに一定額を徴収する「月極灯」、電力量計を取り付け使用量に応じて料金を徴収する「メートル灯」、日数を限って点火する「臨時灯」の3種がある。主力の「月極灯」にはさらに「半夜灯」「終夜灯」「門灯」の3種に細分され、これに電灯の燭光（明るさ）を加味して料金が決定される仕組みであった。燭光は白熱灯6燭・10燭・16燭・24燭・32燭と弧光灯1200燭の6種からなり、月額料金は16燭終夜灯で98銭などと定められていた。なおこの料金は約3割の値引きを行った1909年2月の料金改定以後のもので、これ以前は16燭終夜灯の場合月額1円40銭であった。

## 市営化の実現
静岡電灯が緩やかに事業を拡大する中、静岡県東部では水力発電を電源とする電力会社の開業が相次いだ。まず1901年（明治34年）に駿豆電気（後の駿豆電気鉄道）が設立され、熱海電灯を統合したのち1903年（明治36年）より沼津・三島への供給を開始する。1908年には富士郡大宮町（現・富士宮市）に設立された富士電気が大宮町や同郡吉原町（現・富士市）への供給を開始。さらに製紙工場への電力供給を目的とした富士製紙の傍系会社富士水電が1907年に設立され、富士川水系芝川に発電所を完成させて1909年10月に開業した。また富士郡に工場を持つ四日市製紙は自社で直接電気事業に乗り出し、庵原郡富士川町や工場周辺への供給を始めた。同社の開業は1909年5月のことである。
こうした電気事業の発達に刺激され、静岡市では電気事業を市で経営することで収益を上げ財政基盤強化に繋げようとする動きが生じた。市営電気事業起業の発端は、市会議員の青木宗道（静岡電灯元支配人）が1907年2月市会に市営事業の建議を提出したことにある。3月にかけて市会による調査が進められ、四日市製紙や静岡電灯との間で交渉も持たれたが、現段階では市営電気事業実現は時期尚早との結論に至り起業の動きは一旦停止した。その後1909年になり静岡電灯との交渉が本格化し、静岡県知事李家隆介らを交えた交渉の末に、静岡市が13万円で静岡電灯の資産・権利を買収すると決定された。また市営電気事業の電源に関する調査も進められ、供給に名乗りをあげた富士電気・富士水電や四日市製紙といった事業者の中から最も安い電力料金を掲示した四日市製紙からの受電を決定、市の意向に沿って静岡電灯は1909年9月に四日市製紙と受電契約を締結した。
こうして静岡電灯の事業市営化に向けた手続きが進んでいたが、その情報が新聞などを通じて広まると市当局の交渉過程が不透明だという批判が沸騰した。議会外での批判を他所に10月4日市会が市営化案を可決すると反対運動は一層の拡大をみせ、「市営反対静岡市民会」が組織されて市長・助役・参事会員・市会議員に対する辞職勧告が提出されるという事態に陥る。その一方で10月6日、静岡市と静岡電灯との間で事業譲渡契約が締結され、27日には静岡電灯にて臨時株主総会で契約を承認するという手続きも完了した。しかし市当局と市民会の交渉は県知事や商業会議所の調停・斡旋にもかかわらず難航し、最終的な裁定を委ねられた県知事によって10月30日、市会の市営化決議が否認されて市営化問題は一旦白紙化された。
1910年3月30日、逓信省から静岡電灯に対し、四日市製紙からの受電を電源とした電灯供給および動力用電力供給事業の認可があった。さらに静岡電灯は7月16日付の株主総会にて10万円への倍額増資を決議している。9月になると市営化実現の動きが再開され、市会議員・参事会員のほか市民からも臨時委員を選んで電気事業市営化に関する検討が始まる。このころになると、8月の水害発生を機に電気事業の収益を財源とした下水改良や道路整備を求める声が強まっており、反対運動が前年よりも緩和されていた。臨時調査委員によって10月に市営化を適当と認める報告書が提出されると市営化準備が本格化され、翌1911年（明治44年）1月27日付で逓信省から事業譲渡の認可も下りた。2月、電気事業のための市債発行が市会で承認される。買収価格は13万円のままで、買収資金と事業拡張資金の調達を目的に市は年利6.2パーセント・償還期間10年の市債23万6000円を発行している。
1911年2月28日、静岡電灯から静岡市への事業引継ぎが完了、同日をもって静岡電灯は会社を解散した。そして翌3月1日より静岡市営電気供給事業が開業するに至った。半年後の8月末、四日市製紙が芝川に建設していた大久保発電所（出力1792キロワット）が運転を開始したため、9月1日より市営事業の電源は四日市製紙からの受電に転換された。